# Black Rose (álbum)
Black Rose (Rosa Negra) es el álbum de estudio  de la banda Black Rose, Donde la cantante Cher era la vocalista, producido y publicado en 1980 a través de "Casablanca Records"; entre el grupo de personas que desarrollo el álbum estaban Les Dudek (Guitarra, Coro), Gary Ferguson (Batería, Coro), Michael Finnigan (Teclado), Warren Ham (Coro), Rocket Ritchotte (Guitarras, Coro) y Trey Thompson (Contrabajo).

## Lista de canciones
| #  | Título                  | Compositores                  | Duración |
| -- | ----------------------- | ----------------------------- | -------- |
| 01 | Never Should've Started | Howard, Paich, Foster, Carter | 03:41    |
| 02 | Julie                   | Taupin, Chapman               | 03:34    |
| 03 | Take It From the Boys   | Bayer Sager, Roberts          | 05:01    |
| 04 | We All Fly Home         | Vastano, Poncia               | 03:59    |
| 05 | 88 Degrees              | Brown                         | 05:59    |
| 06 | You Know It             | Dudek                         | 03:23    |
| 07 | Young And Pretty        | Willis, Gernstein             | 04:06    |
| 08 | Fast Company            | Mollin, Mollin                | 03:48    |

- Datos: Q584669